# Gatojaure
Gatojaure är en sjö i Strömsunds kommun i Jämtland och ingår i Ångermanälvens huvudavrinningsområde. Sjön har en area på 1,13 kvadratkilometer och ligger 589,2 meter över havet. Sjön avvattnas av vattendraget Gatojaurbäcken.

## Delavrinningsområde
Gatojaure ingår i det delavrinningsområde (720155-143465) som SMHI kallar för Utloppet av Gatojaure. Medelhöjden är 638 meter över havet och ytan är 9,48 kvadratkilometer. Räknas de 9 avrinningsområdena uppströms in blir den ackumulerade arean 31,66 kvadratkilometer. Gatojaurbäcken som avvattnar avrinningsområdet har biflödesordning 3, vilket innebär att vattnet flödar genom totalt 3 vattendrag innan det når havet efter 327 kilometer. Avrinningsområdet består mestadels av skog (79 procent). Avrinningsområdet har 1,25 kvadratkilometer vattenytor vilket ger det en sjöprocent på 13,2 procent.